# Vaše
Vaše je naselje v Občini Medvode.